# 투 더 문
《투 더 문》(영어: To the Moon)은 캐나다 출신의 디자이너이자 작곡가인 칸 가오(영어: Kan "Reives" Gao)의 인디 게임 제작 팀 프리버드 게임즈(영어: Freebird Games)가 제작한 롤플레잉 어드벤처 게임이다. 2011년 11월 1일 정식 발매되었으며, 엔터브레인 사의 RPG 만들기 XP 엔진을 사용하여 제작되었다. 게임 패키지는 온라인 쇼핑몰을 통해 어렵지 않게 구할 수 있으며, 디지털 구매는 스팀, GOG, 험블스토어 그리고 2017년에 들어서는 모바일 버전까지 지원해 앱 스토어, 구글 플레이에서 구매할 수 있다. 2019년 여름에 닌텐도 스위치 버전도 출시한다.

## 줄거리
지크문트 사의 전문 요원 에바와 닐은 그날도 의뢰를 받고 어느 화려한 대저택에 오게된다. 저택의 주인 조니 와일즈는 2년 전 아내와 사별한 뒤 본인도 병을 얻었으며 현재 그의 곁에 있는 건 간병인 릴리와 그녀의 두 아이들 사라와 토미뿐이다. 생사가 위태로운 조니의 소원은 달에 가는 것인데 문제는 그 이유를 전혀 모르겠다는 것. 두 사람은 이유도 모른채 무작정 달에 가고싶다는 것이 좀 이상하게 여겨졌지만 신경쓰지 않고 하던 대로 일을 진행하기로 한다.
방법은 간단하다. 가상현실 프로그램이 깔린 기계를 이용하여 그 사람의 생전 과거속으로 들어가 인공적인 기억을 만들어 소망으로 심어주기만 하면 되는 것이다. 조니라고 방법이 다르진 않았는데 한가지 문제가 생겼다. 바로 기억이 하나도 바뀌지 않았다는 점이다. 일을 시작한 이례 처음 있는 일이라 당황하던 두 사람. 그때 닐은 회사로부터 아주 고급진 정보를 입수한다. 조니가 수십년전, 기억을 인위적으로 지워버리는 베타 블로거라는 약을 상당수 처방받았다는 것이었다.
이제 남은 방법은 딱 하나. 베타 블로거로 지워진 조니의 기억을 찾아내는 것밖에 없었다. 이런저런 노력 끝에 마침내 잃어버린 기억 한조각을 찾아내는데 성공한 두 사람. 그런데 그 기억은 여러모로 충격적이었고 이후 로잘린은 조니의 소원을 이루기 위한 특단의 조치를 취한다.

## 등장 인물
- 조니(John Wyles)

지크문트 사의 소망의뢰를 한 의뢰인. 2년전 아내와 사별을 하고 본인도 지병을 얻어 병상에 누워있다. 함께 있는 사람이라고는 간병인 릴리와 그녀의 두 아이 사라와 토미가 전부다.
- 리버 와일즈(River Wyles)

조니의 부인. 2년 전 병을 얻어 먼저 세상을 떠났다. 생전 자폐성 장애를 앓고 있었고 낡은 오리너구리 인형을 매우 소중히 여겼다. 또 똑같은 종이토끼를 계속 접어대는 기이한 행동을 많이 일삼았다.
- 에바 로잘린(Eva Rosalene)&닐 와츠(Neil Watts)

조니의 의뢰를 받은 지크문트 사의 전문 요원들. 여느때처럼 조니의 기억속으로 들어가 희망이 담긴 소망을 심어주지만 일이 꼬여가는 걸 느끼고 당황하는 기색이 역력하다.
- 니콜라스

어렸을때부터 조니와 함께다니던 그의 절친한 친구. 기억속에서만 등장하고 현 시점에서는 나오지 않는다.
- 릴리 퀸

조니의 간병인. 24시간 돌봄의 손길을 요하기 때문에 아예 아이들을 데리고 조니의 대저택에서 눌러살고 있다.
- 사라 퀸&토미 퀸

릴리의 두 자녀. 서로 반말을 하는 걸로 봐선 쌍둥이인 것으로 추정된다.
- 조이

조니의 쌍둥이 형. 모친은 형과 동생을 철저하게 편애했다.

## 세계관

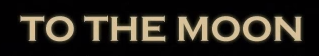

'투 더 문'은 어떤 사람을 위한 인공적인 기억을 만들어 영구적으로 심어 줄 수 있는 기술이 개발되었다는 것을 전제로 한다.  '지크문드 사 (Sigmund Corp.)  ' 는 이 기술을 보유하고 있는 회사로, 임종 직전의 사람들에게  '소망 실현' 서비스를 제공한다. 이러한 인공적인 기억들은 대상자가 깨어날 경우 그 사람이 본래 가지고 있던 기억과 충돌하게 되는데, 이것이 바로 살 날이 얼마 남지 않은 이들에게만 이 서비스가 제공되는 이유이다.
게임의 스토리는 지크문드 사의 직원인 에바 로잘린 박사와 닐 와츠 박사의 시점에서 진행되는데, 이들은 '조니' 가 의뢰한 '소망 실현'을 위해 파견되었다. 죽어가고 있는 조니의 소망은 '달에 가고 싶다'는 것인데, 왜 그런지는 조니 자신도 잘 모르고 있다. 조니의 소망을 이루어주기 위해서는, 일단 조니의 기억 속으로 뛰어들어 과거로 거슬러 올라가야 한다. 하지만 기억 전체를 되감기에는 시간이 부족하기 때문에, 조니의 기억 속 중요했던 순간들만을 골라 건너 뛰기를 반복하게 된다. 그 순간들을 연결해주는 매개체가  '기념물 (memento)  '  이고, 그 매개체를 이용하기 위해서는 기념물마다 다섯 개의  '기억의 파편'이라는 또다른 매개체가 필요하다. 기억의 파편들을 모아가는 과정에서 에바와 닐은 어떠한 것들이 지금의 조니를 만들었는가에 대해 하나씩 알아가게 된다. 그리고 기억 속 시간의 제일 과거로 거슬러올라가, 어린 조니에게 하나의 소망 - 그러니까 달에 가고 싶다는 것 - 을 심어 주게 되면, 조니의 마음은 그 소망을 바탕으로 자연스럽게 새로운 기억들을 창조해내게 된다.
하지만 모든 일이 계획한 대로만 풀리지는 않는 법. 두 박사는 조니의 소망과 얽힌 거대한 미스터리, 그의 과거, 또 죽은 부인 리버에 대한 깊은 고민에 빠지고, 시간은 계속해서 흘러가고 있다. 에바와 닐은 실타래와 같은 조니의 복잡한 과거를 풀어 내고, 그를 달로 보내기 위해서 그 어떤 것이든 시도해야만 한다.

## 후속작
프리버드 게임즈는 2012년 8월 22일에 '투 더 문' 의 후속작 계획을 발표한 바 있다. 다른 의뢰인이 등장하나, 에바 로잘린 박사와 닐 와츠 박사가 돌아올 예정이라고 한다. 한편 프리버드 게임즈는 '투 더 문' 과 세계관을 공유하는 짧은 외전 격의  '버드 스토리 (A Bird Story)  ' 의 개발 계획 또한 발표했다. '투 더 문' 이 에피소드 1 성격의 작품이라면, '버드 스토리'는 이후에 나올 에피소드 2의 프리퀄 개념의 작품이다. '투 더 문' 과 같이 플레이 타임이 길지 않을 예정이며, 공식 홈페이지에서 무료로 배포할 예정이다. 게임의 공개 시기는 2013년 중반으로 예정되어 있었으나 게임 개발이 늦춰진 다음 발표했던 공개 시기인 2014년 11월 5일에서 이틀 뒤로 미뤄져 2014년 11월 7일에 정식 발매되었다. 그러던 도중에, 2013년 12월 31일, 버드 스토리에 앞서 크리스마스 특집 외전 에피소드인 'Holiday Special Minisode'가 발표되었다.

## 사운드 트랙
'투 더 문' 의 사운드 트랙 은 수많은 비평가들로부터 찬사를 받았다. 디자이너 칸 가오가 직접 작곡했으며, 게임 사운드트랙 작곡가로 유명한  '로라 시기하라 (Laura Shigihara)  '  가 피처링한 곡도 포함하고 있다 ("Everything's Alright"). 2011년 11월 4일  '밴드캠프 (BandCamp)  ' 를 통해 공개되었다. 31트랙, 총 길이 53분 05초.
1. "To The Moon - Main Theme" [04:56]
2. "Between a Squirrel and a Tree" [01:18]
3. "Spiral of Secrets" [01:06]
4. "For River - Piano (Sarah & Tommy's Version)" [02:58]
5. "Bestest Detectives in the World" [01:15]
6. "Too Bad So Sad" [00:08]
7. "Teddy" [00:42]
8. "Uncharted Realms" [01:08]
9. "Having Lived" [01:21]
10. "Moonwisher" [02:10]
11. "Born a Stranger" [01:41]
12. "For River - Piano (Johnny's Version)" [01:39]
13. "Lament of a Stranger" [01:05]
14. "Everything's Alright (Music Box)" [00:40]
15. "Moongazer" [02:15]
16. "Anya by the Stars" [02:15]
17. "Take Me Anywhere" [00:59]
18. "Warning (AKA best track ever)" [00:09]
19. "Beta-B" [01:06]
20. "World's Smallest Ferris Wheel" [00:35]
21. "Once Upon a Memory" [02:25]
22. "Once Upon a Memory (Piano)" [01:35]
23. "Laura Shigihara - Everything's Alright" [03:25]
24. "Everything's Alright (Reprise)" [00:58]
25. "Tomorrow" [02:10]
26. "Launch" [01:57]
27. "To the Moon - Piano (Ending Version)" [05:15]
28. "Eva's Ringtone" [00:04]
29. "Trailer Theme - Part 1" [01:43]
30. "Trailer Theme - Part 2 (feat. Laura Shigihara)" [01:49]
31. "Trailer Theme - Part 2 (Instrumental)" [02:00]

## 주요 수상 내역
'투 더 문' 은 전반적으로 긍정적인 평가를 받았고, 특히 스토리텔링과 사운드 트랙에 있어서 많은 찬사를 받았다.
- 게임스팟 - 2011 최고의 스토리 상 (GameSpot - Best Story of 2011)[8]
- 와이어드 - 2011 최고의 비디오 게임 20선 (Wired - The 20 Best Videogames of 2011)[9]
- RPG 팬 - 2011 최고의 인디 RPG (RPGFan - Best Indie RPG of 2011)[10]
- IGF - 2012 IGF 탁월한 음향 효과 부문 결선 진출 (Indie Game Festival - 2012 IGF Finalist for Excellence in Audio)[11]
- 인디 DB - 개발자 선정 2011 최고의 싱글플레이어 인디 게임 (IndieDB - Editor's Chioce for Best Singleplayer Indie of 2011)[12]
- 게임스 레이다 - 2012 가장 슬픈 비디오 게임 1위 (gamesradar - The Top 7… Saddest video games that will make you cry 2012)[13]